# حوليات تحتمس الثالث
تتألف سجلات حوليات تحتمس الثالث من العديد من النقوش للسجلات العسكرية المصرية القديمة التي تم جمعها من حملات تحتمس الثالث في سوريا وفلسطين والسودان، من سنوات الحكم الثانية والعشرين (1458 قبل الميلاد) إلى الثانية والأربعين (1438 قبل الميلاد). يمكن العثور على هذه التسجيلات على الجدران الداخلية للغرفة التي تضم «قدس الأقداس» في معبد الكرنك العظيم لآمون. يبلغ طول المساحة التي تحتوي على هذه النقوش 25 مترًا وعرضها 12 مترًا فقط، وتقدم أكبر وأدق الروايات التفصيلية عن المآثر العسكرية لجميع الملوك المصريين.
يصف النقش الأكثر تفصيلاً وإسرافًا على جدار الكرنك الحملة الأولى لتحتمس الثالث، في العام الثالث والعشرين من حكمه، والتي كانت معركة مجيدو. وقبل وفاته، شارك تحتمس الثالث في سبع عشرة حملة. تحتوي ما تبقى من كتابات حملة تحتمس الثالث على معلومات موجزة فقط ويمكن للمرء أن يرى بوضوح اختلافًا في أساليبها الوصفية. بينما تركز حملة مجيدو بشدة على التفاصيل، يبدو أن النقوش الأخرى للحملة تركز على جوائز الحرب. مع مرور سنوات حكم تحتمس الثالث، أصبحت النقوش على الحائط في الكرنك أقل وصفية.

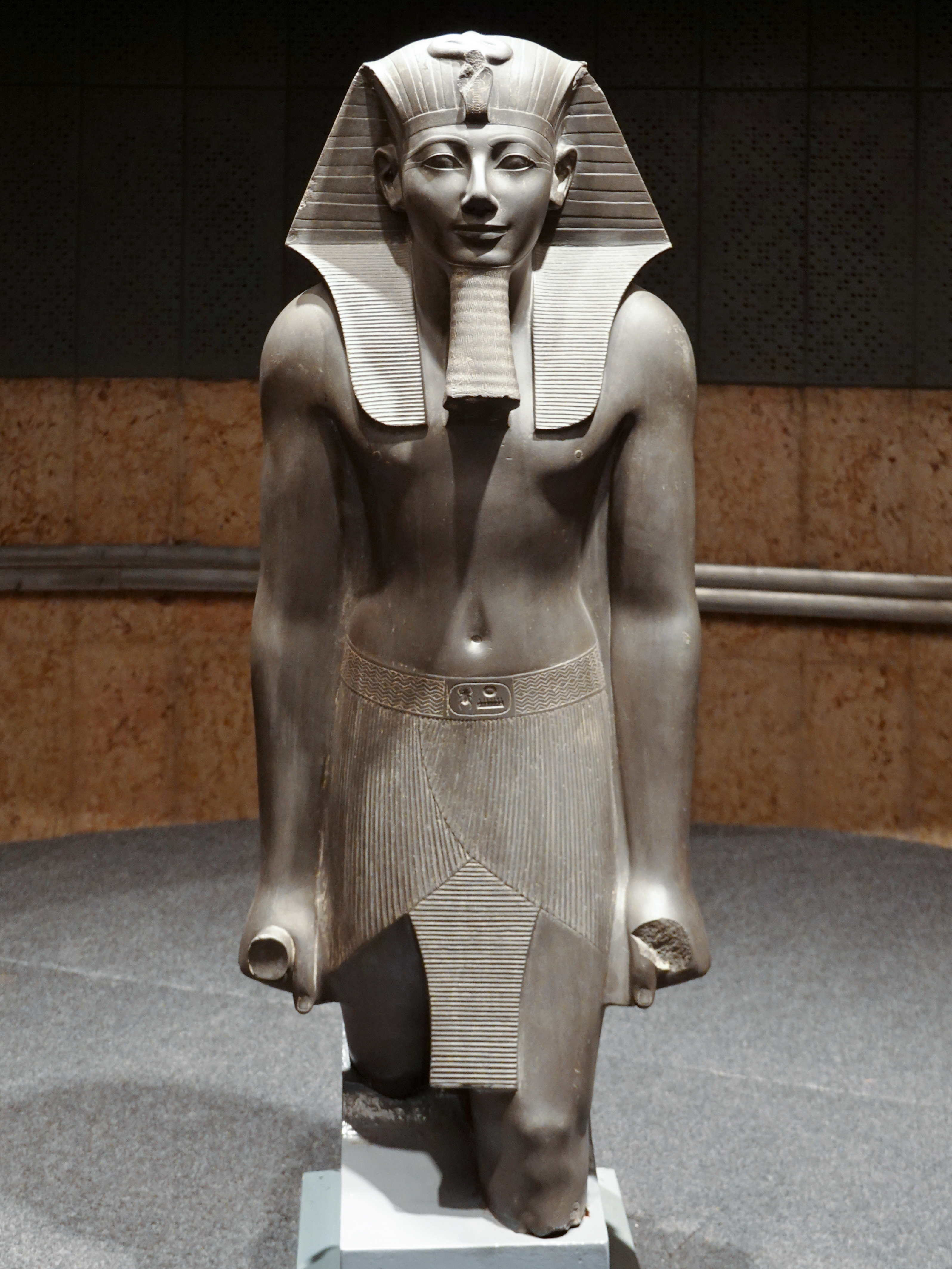
تمثال تحتمس الثالث في متحف الاقصر

بينما تساعدنا حوليات تحتمس الثالث في تجميع ماضي مصر القديمة معًا، فإن سبالنجر يقدم نقطة جيدة في فحص الجوانب الأدبية للنقوش بالإضافة إلى الجوانب التاريخية. مع تقدم سنوات حكم تحتمس الثالث على سبيل المثال، يصف سبالنجر النقوش الأقل وصفًا والشبيهة بالقائمة حيث أصبح المجتمع أكثر تنظيماً. باستخدام هذا النهج الأقل تاريخية، يصف كيف أن التدفق المستمر لغنائم الحرب والمواد الغذائية لعب على الأرجح عاملاً في الأجزاء المفقودة على ما يبدو. هذه النقوش لا يمكن رؤيتها من قبل عامة الناس بسبب وضعها في معبد الكرنك لآمون.

## سور معبد الكرنك
إن الآلهة هم الذين يمنحون ملك مصر انتصاراته، فإن لهم ثمار النصر، وسوف يُقدم لهم الجزء الأكبر من الغنيمة. إذن، في معابدهم، سيتم تسجيل هذه الأمور على النحو الأنسب، وبأدق التفاصيل، لأنه لم يكن هناك ما هو أكثر أهمية للمصريين من الاحتفاظ بالحسابات المناسبة. وهكذا، حوالي عام 1437 قبل الميلاد، كتب تحتمس قصة حملاته في سوريا وفلسطين على جدران أحد الأماكن المقدسة لمعبد آمون الكبير في الكرنك. تم تدمير هذا الملاذ جزئيًا، ولكن إذا تم جمعها معًا، فإن الكتل المنقوشة المتبقية في الموقع وتلك المعروضة هنا تقدم أفضل دليل لدينا على السياسة الخارجية والحروب في تلك الفترة.
يتم تنظيم السرد حسب السنة (ومن هنا جاء اسم «حوليات»)، ويعطي كل إدخال مسار الحملة، جنبًا إلى جنب مع روايات عن الغنائم التي تم جلبها والإشادة الطوعية المفترضة التي دفعتها النوبة ومختلف بلدان الشرق الأدنى في الاعتراف بجبروت الملك المصري.

## تحتمس الثالث والمحميات المصرية
بعد طرد الهكسوس من مصر، غزا الملوك الأوائل من الأسرة المصرية الثامنة عشر (من 1550 فصاعدًا) فلسطين ثم سوريا. تم وضع الأراضي المحتلة تحت الحماية، وتم تشجيع كل مدينة أو إمارة بقوة على الاعتراف بسيادة الملك المصري، وقبول حمايته، ودفع مساهمة «طوعية» كل عام، والتسامح مع التدخل المصري في شؤونها الداخلية. هؤلاء «المحميون»، بالطبع، استغلوا أي فرصة للهروب من هذه الأغلال، إما بقبول الحماية الأقل تكلفة أو الأكثر فعالية لجار كبير آخر (مثل ميتاني)، أو من خلال عقد تحالفات فيما بينهم تمنحهم الثقة. لرفض الدفع. سيكون من الضروري عندئذٍ إعادتها إلى الخط من خلال تقديم أمثلة على بعضها. كان هذا هو الوضع الذي واجهه تحتمس عند وفاة حتشبسوت عمته والوصي. منذ ذلك الحين، تقريبًا كل عام، انطلق شمالًا لشن الحرب.

## الحملات وغنائمهم
بشكل عام، كانت الحملات قصيرة، ومقتصرة على نهب بلدتين أو ثلاث مدن، بما يكفي لإقناع الآخرين باستمرار فاعلية الحماية المصرية. في بعض الأحيان، قد يكون الوضع أكثر خطورة، عند مواجهة تحالف كبير أو الاضطرار إلى شن حصار طويل لعدة أشهر. لكن القوى في الميدان والمصالح المعرضة للخطر لم تكن هائلة: عاد تحتمس منتصرًا من الحملة الثالثة عشرة بخمسين أسيراً، ومن التاسعة بـ 90، ومن السابعة بـ 492. الحملة الخامسة 4.5 كيلوجرام و 14 كيلوجرام في الحملة التاسعة. كان من الواضح أن الجزية التي تم دفعها نتيجة لهذه المشاريع كانت أكثر أهمية. (يشير أحدهم، على سبيل المثال، إلى 136 كيلوجرامًا من الفضة التي سلمتها سوريا بعد الحملة الرابعة عشرة و 90 كيلوجرامًا من الذهب بعد الحملة السابعة).
لا يُقارن كثيرًا بالكنوز الموجودة في مقبرة توت عنخ آمون، لكن الآثار المتدرجة لهذه الإيرادات والاتصال المستمر بالثقافات المادية الأكثر تعقيدًا كانت كافية لإحداث تغييرات جوهرية في أسلوب حياة الأكثر امتيازًا لطبقات الشعب المصري.